# Groot-Brittannië op de Olympische Zomerspelen 1956
Groot-Brittannië nam deel aan de Olympische Zomerspelen 1956 in Melbourne, Australië. Op het vorige toernooi werd slechts één keer goud gewonnen, nu zes stuks. Dit was het hoogste aantal sinds 1924.

## Medailleoverzicht
| Sport        | Olympiër                                                   | Discipline               | Medaille |
| ------------ | ---------------------------------------------------------- | ------------------------ | -------- |
| Atletiek     | Chris Brasher                                              | 3000m steeplechase (m)   | Goud     |
| Boksen       | Terence Spinks                                             | -51kg (m)                | Goud     |
| Boksen       | Richard McTaggart                                          | -60kg (m)                | Goud     |
| Paardensport | Bertie Hill Arthur Rook Francis Weldon                     | eventing team            | Goud     |
| Schermen     | Gillian Sheen                                              | floret (v)               | Goud     |
| Zwemmen      | Judy Grinham                                               | 100m rugslag (v)         | Goud     |
| Atletiek     | Derek Johnson                                              | 800m (m)                 | Zilver   |
| Atletiek     | Gordon Pirie                                               | 5000m (m)                | Zilver   |
| Atletiek     | Jean Scrivens Heather Armitage Juni Foulds Anne Pashley    | 4x100m (v)               | Zilver   |
| Atletiek     | Thelma Hopkins                                             | hoogspringen (v)         | Zilver   |
| Boksen       | Thomas Nicholls                                            | -57kg (m)                | Zilver   |
| Wielersport  | Arthur Brittain William Holmes Alan Jackson                | wegwedstrijd team (m)    | Zilver   |
| Zeilen       | Robert Perry David Bowker John Dillon Neil Kennedy-Cochran | 5,5m klasse              | Zilver   |
| Atletiek     | Derek Ibbotson                                             | 5000m (m)                | Brons    |
| Atletiek     | Michael Wheeler Peter Higgins Derek Johnson John Salisbury | 4x400m (m)               | Brons    |
| Boksen       | Nicholas Gargano                                           | -67kg (m)                | Brons    |
| Boksen       | John McCormack                                             | -71kg (m)                | Brons    |
| Paardensport | Frank Weldon                                               | eventing individueel     | Brons    |
| Paardensport | Peter Robeson Patricia Smythe Wilf White                   | springconcours team      | Brons    |
| Wielersport  | Thomas Simpson Donald Burgess Michael Gambrill John Geddes | ploegenachtervolging (m) | Brons    |
| Wielersport  | Alan Jackson                                               | wegwedstrijd (m)         | Brons    |
| Zeilen       | Terrence Smith Jasper Blackall                             | sharpie 12m² klasse      | Brons    |
| Zeilen       | Graham Mann Ronald Backus Jonathan Janson                  | drakenklasse             | Brons    |
| Zwemmen      | Margaret Edwards                                           | 100m rugslag (v)         | Brons    |

## Deelnemers en resultaten

### Atletiek
| Olympiër                                                   | Discipline             | Resultaat | Prestatie                                                                       |
| ---------------------------------------------------------- | ---------------------- | --------- | ------------------------------------------------------------------------------- |
| Ken Box                                                    | 100m (m)               | 23e       | serie 4: 2de in 10,96 kwartfinale 3: 6de in 11,45                               |
| Roy Sandstrom                                              | 100m (m)               | 20e       | serie 11: 2de in 11,05 kwartfinale 4: 6de in 11,03                              |
| David Segal                                                | 100m (m)               | 37e       | serie 12: 3de in 11,19                                                          |
| Roy Sandstrom                                              | 200m (m)               | 35e       | serie 11: 3de in 22,18                                                          |
| David Segal                                                | 200m (m)               | 38e       | serie 8: 3de in 22,22                                                           |
| Brian Shenton                                              | 200m (m)               | 12e       | serie 10: 2de in 21,85 kwartfinale 4: 3de in 22,15 halve finale 2: 6de in 22,08 |
| Peter Higgins                                              | 400m (m)               | 11e       | serie 8: 1ste in 47,98 kwartfinale 2: 3de in 47,43 halve finale 1: 5de in 47,65 |
| John Salisbury                                             | 400m (m)               | 8e        | serie 5: 3de in 47,95 kwartfinale 1: 2de in 47,60 halve finale 2: 5de in 47,47  |
| Mike Wheeler                                               | 400m (m)               | 17e       | serie 4: 2de in 49,37 kwartfinale 4: 5de in 48,05                               |
| Mike Farrell                                               | 800m (m)               | 5e        | serie 2: 2de in 1.52,8 halve finale 1: 3de in 1.53,7 finale: 5de in 1.49,2      |
| Derek Johnson                                              | 800m (m)               | Zilver    | serie 5: 1ste in 1.50,8 halve finale 2: 3de in 1.50,2 finale: 2de in 1.47,8     |
| Mike Rawson                                                | 800m (m)               | 9e        | serie 1: 2de in 1.52,1 halve finale 2: 5de in 1.50,4                            |
| Ian Boyd                                                   | 1500m (m)              | 8e        | serie 1: 3de in 3.47,13 finale: 8ste in 3.43,0                                  |
| Brian Hewson                                               | 1500m (m)              | 5e        | serie 3: 2de in 3.48,10 finale: 5de in 3.42,6                                   |
| Kenneth Wood                                               | 1500m (m)              | 9e        | serie 2: 2de in 3.46,90 finale: 9de in 3.44,3                                   |
| Christopher Chataway                                       | 5000m (m)              | 11e       | serie 3: 5de in 14.32,87 finale: 11de in 14.28,8                                |
| Derek Ibbotson                                             | 5000m (m)              | Brons     | serie 2: 4de in 14.18,78 finale: 3de in 13.54,4                                 |
| Gordon Pirie                                               | 5000m (m)              | Zilver    | serie 1: 1ste in 14.25,69 finale: 2de in 13.50,6                                |
| Ken Norris                                                 | 10000m (m)             | 5e        | 29.21,6                                                                         |
| Gordon Pirie                                               | 10000m (m)             | 8e        | 30.00,6                                                                         |
| Frank Sando                                                | 10000m (m)             | 10e       | 30.00,6                                                                         |
| Peter Hildreth                                             | 110m horden (m)        | 14e       | serie 4: 4de in 14,68                                                           |
| Jack Parker                                                | 110m horden (m)        | 19e       | serie 2: 4de in 15,00                                                           |
| Tom Farrell                                                | 400m horden (m)        | 17e       | serie 3: 4de in 52,7                                                            |
| Harry Kane                                                 | 400m horden (m)        | 11e       | serie 2: 2de in 51,8 halve finale 2: 5de in 52,7                                |
| Bob Shaw                                                   | 400m horden (m)        | 15e       | serie 6: 3de in 52,5                                                            |
| Chris Brasher                                              | 3000m steeplechase (m) | Goud      | serie 2: 4de in 8.54,19 finale: 1ste in 8.41,2                                  |
| John Disley                                                | 3000m steeplechase (m) | 6e        | serie 1: 2de in 8.46,93 finale: 6de in 8.44,6                                   |
| Eric Shirley                                               | 3000m steeplechase (m) | 8e        | serie 2: 1ste in 8.52,72 finale: 8ste in 8.57,0                                 |
| Kenneth Box Roy Sandstrom David Segal Brian Shenton        | 4x100m (m)             | 5e        | serie 1: 2de in 41,30 halve finale 2: 3de in 40,68 finale: 5de in 40,6          |
| Peter Higgins Derek Johnson John Salisbury Michael Wheeler | 4x400m (m)             | Brons     | serie 3: 1ste in 3.08,76 finale: 3de in 3.07,1                                  |
| Ron Clark                                                  | marathon (m)           | DNF       | niet gefinisht                                                                  |
| Harry Hicks                                                | marathon (m)           | 15e       | 2:39.55                                                                         |
| Fred Norris                                                | marathon (m)           | DNF       | niet gefinisht                                                                  |
| George Coleman                                             | 20km snelwandelen (m)  | 7e        | 1:34.01,8                                                                       |
| Roland Hardy                                               | 20km snelwandelen (m)  | 8e        | 1:34.40,4                                                                       |
| Stan Vickers                                               | 20km snelwandelen (m)  | 5e        | 1:32.34,2                                                                       |
| Albert Johnson                                             | 50km snelwandelen (m)  | 8e        | 5:02.19,0                                                                       |
| Eric Hall                                                  | 50km snelwandelen (m)  | 9e        | 5:03.59,0                                                                       |
| Don Thompson                                               | 50km snelwandelen (m)  | DNF       | niet gefinisht                                                                  |
| Roy Cruttenden                                             | verspringen (m)        | 9e        | kwalificatie: 8ste met 7,32m finale: 9de met 7,15m                              |
| Ken Wilmshurst                                             | verspringen (m)        | 11e       | kwalificatie: 4de met 7,40m finale: 11de met 7,14m                              |
| Ken Wilmshurst                                             | hink-stap-springen (m) | 9e        | kwalificatie: 19de met 14,89m finale: 9de met 15,54m                            |
| Peter Wells                                                | hoogspringen (m)       | 16e       | kwalificatie: 7de met 1,92m finale: 16de met 1,96m                              |
| Barclay Palmer                                             | kogelstoten (m)        | 12e       | kwalificatie: 13de met 15,19m finale: 12de met 15,81m                           |
| Gerry Carr                                                 | discuswerpen (m)       | 10e       | kwalificatie: 15de met 47,15m finale: 10de met 50,72m                           |
| Mark Pharaoh                                               | discuswerpen (m)       | 4e        | kwalificatie: 5de met 48,98m finale: 4de met 54,27m                             |
| Peter Cullen                                               | speerwerpen (m)        | 20e       | kwalificatie: 20ste met 62,77m                                                  |
| Peter Allday                                               | kogelslingeren (m)     | 9e        | kwalificatie: 11de met 54,98m finale: 9de met 58,00m                            |
| Donald Anthony                                             | kogelslingeren (m)     | 12e       | kwalificatie: 13de met 54,89m finale: 12de met 56,72m                           |
|                                                            |                        |           |                                                                                 |
| Heather Armitage                                           | 100m (v)               | 23e       | serie 4: 1ste in 11,5 halve finale 2: 2de in 11,6 finale: 6de in 12,0           |
| June Foulds                                                | 100m (v)               | 9e        | serie 6: 2de in 11,9 halve finale 1: 4de in 12,1                                |
| Anne Pashley                                               | 100m (v)               | 13e       | serie 3: 3de in 11,7                                                            |
| Heather Armitage                                           | 200m (v)               | 9e        | serie 5: 1ste in 24,8 halve finale 2: 4de in 24,7                               |
| June Foulds                                                | 200m (v)               | 5e        | serie 4: 1ste in 23,8 halve finale 2: 1ste in 24,2 finale: 5de in 24,3          |
| Jean Scrivens                                              | 200m (v)               | 8e        | serie 6: 2de in 24,3 halve finale 1: 5de in 24,4                                |
| Carole Quinton                                             | 80m horden (v)         | 12e       | serie 1: 3de in 11,63 halve finale 1: 6de in 11,61                              |
| Pauline Wainwright                                         | 80m horden (v)         | 19e       | serie 2: 5de in 12,06                                                           |
| Heather Armitage Anne Pashley June Foulds Jean Scrivens    | 4x100m (v)             | Zilver    | serie 2: 1ste in 45,38 finale: 2de in 44,7                                      |
| Thelma Hopkins                                             | verspringen (v)        | DNF       | kwalificatie: geen geldige poging                                               |
| Sheila Hoskin                                              | verspringen (v)        | 15e       | kwalificatie: 15de met 5,59m                                                    |
| Audrey Bennett                                             | hoogspringen (v)       | 16e       | kwalificatie: 12de met 1,58m finale: 16de met 1,55m                             |
| Thelma Hopkins                                             | hoogspringen (v)       | Zilver    | kwalificatie: 1ste met 1,58m finale: 2de met 1,67m                              |
| Dorothy Tyler                                              | hoogspringen (v)       | 12e       | kwalificatie: 4de met 1,58m finale: 12de met 1,60m                              |
| Suzanne Allday                                             | kogelstoten (v)        | 16e       | kwalificatie: 11de met 13,42m finale: 15de met 12,71m                           |
| Suzanne Allday                                             | discuswerpen (v)       | 14e       | kwalificatie: 14de met 41,45m                                                   |

### Boksen
| Olympiër          | Discipline | Resultaat | Prestatie |
| ----------------- | ---------- | --------- | --- |
| Terence Spinks    | -51kg (m)  | Goud      | 1ste ronde: W van PAK Harris: punten 2de ronde: W van ARG Laudonio: punten kwartfinale: W van URS Stolnikov: punten halve finale: W van FRA Libeer: punten finale: W van ROU Dobrescu: punten |
| Owen Reilly       | -54kg (m)  | 5e        | 1ste ronde: vrij 2de ronde: W van BEL Hellebuyck: punten kwartfinale: V van GER Behrendt: punten                                                                                              |
| Thomas Nicholls   | -57kg (m)  | Zilver    | 1ste ronde: vrij 2de ronde: W van AUS Hazard: punten kwartfinale: W van JPN Suzuki: punten halve finale: W van FIN Hämäläinen: punten finale: V van URS Safronov: punten                      |
| Richard McTaggart | -60kg (m)  | Goud      | 1ste ronde: vrij 2de ronde: W van CEY Jayasuriya: punten kwartfinale: W van FRA Vairolatto: punten halve finale: W van URS Lagetko: punten finale: W van FRG Kurschat: punten                 |
| Nicholas Gargano  | -67kg (m)  | Brons     | 1ste ronde:' W van URS Borisov: punten kwartfinale: W van ARG Gelabert: punten halve finale: V van ARG Linca: punten                                                                          |
| John McCormack    | -71kg (m)  | Brons     | 1ste ronde:' W van RSA Webster: punten kwartfinale: W van FRG Kienast: knock-out halve finale: V van USA Torres: punten                                                                       |
| Ronald Redrup     | -75kg (m)  | 9e        | 1ste ronde: V van FRG Wemhöner: punten |

### Gewichtheffen
| Olympiër          | Discipline  | Resultaat | Prestatie                                                                                |
| ----------------- | ----------- | --------- | ---------------------------------------------------------------------------------------- |
| Julian Creus      | -60kg (m)   | 11e       | drukken: 14de met 90kg trekken: 7de met 95kg stoten: 9de met 122,5kg totaal: 307,5kg     |
| Maurice Megennis  | -60kg (m)   | 11e       | drukken: 9de met 92,5kg trekken: 11de met 92,5kg stoten: 9de met 122,5kg totaal: 307,5kg |
| Ben Helfgott      | -67,5kg (m) | 13e       | drukken: 4de met 112,5kg trekken: 11de met 100kg stoten: 15de met 127,5kg totaal: 350kg  |
| Phil Caira        | -82,5kg (m) | 5e        | drukken: 5de met 127,5kg trekken: 4de met 122,5kg stoten: 5de met 155kg totaal: 405kg    |
| Sydney Harrington | -90kg (m)   | 9e        | drukken: 14de met 115kg trekken: 7de met 117,5kg stoten: 7de met 152,5kg totaal: 385kg   |

### Hockey
| Olympiër | Discipline | Resultaat | Prestatie |
| --- | ---------- | --------- | --- |
| David Archer Denys Carnill John Conroy Geoffrey Cutter Colin Dale Howard Davis Michael Doughty Neil Forster Steven Johnson Anthony Robinson Frederick Scott John Strover David Thomas John Cockett | mannen     | 4e        | groep B: 1ste G van Maleisië: 2-2 G van Kenia: 1-1 W van Australië: 2-1 halve finale: V van Pakistan: 2-3 bronzen finale: V van Duitsland: 1-3 |

| Groep B |                  |             |             |             |             |            |            |            |        |
| #       | Land             | Wedstrijden | Wedstrijden | Wedstrijden | Wedstrijden | Doelpunten | Doelpunten | Doelpunten | Punten |
| #       | Land             | G           | W           | G           | V           | V          | T          | Saldo      | Punten |
| 1       | Groot-Brittannië | 3           | 1           | 2           | 0           | 5          | 4          | +1         | 4      |
| 2       | Australië        | 3           | 2           | 0           | 1           | 6          | 4          | +2         | 4      |
| 3       | Maleisië         | 3           | 0           | 2           | 1           | 5          | 6          | -1         | 2      |
| 4       | Kenia            | 3           | 0           | 2           | 1           | 2          | 4          | -2         | 2'     |

| Ronde          | Datum     | Plaats           | Land | Score            | Land |
| -------------- | --------- | ---------------- | ---- | ---------------- | ---- |
| Groepsfase     |           |                  |      |                  |      |
| 23 november    | Melbourne | Groot-Brittannië | 2-2  | Maleisië         |      |
| 24 november    | Melbourne | Groot-Brittannië | 1-1  | Kenia            |      |
| 30 november    | Melbourne | Groot-Brittannië | 2-1  | Australië        |      |
| Halve finale   |           |                  |      |                  |      |
| 3 december     | Melbourne | Pakistan         | 3-2  | Groot-Brittannië |      |
| Bronzen finale |           |                  |      |                  |      |
| 6 december     | Melbourne | Duitsland        | 3-1  | Groot-Brittannië |      |

### Kanovaren
| Olympiër                      | Discipline     | Resultaat | Prestatie                                    |
| ----------------------------- | -------------- | --------- | -------------------------------------------- |
| Brian Bullivant Raymond Blick | K-2 1000m (m)  | 9e        | serie 2: 3de in 4.01,6 finale: 9de in 4.05,9 |
| Brian Bullivant Raymond Blick | K-2 10000m (m) | 8e        | 47.03,7                                      |
|                               |                |           |                                              |
| Patricia Moody                | K-1 500m (m)   | 7e        | serie 1: 4de in 2.26,7 finale: 7de in 2.25,3 |

### Moderne vijfkamp
| Olympiër                                  | Discipline | Resultaat | Prestatie   |
| ----------------------------------------- | ---------- | --------- | ----------- |
| Donald Cobley                             | mannen     | 25e       | 3422 punten |
| Thomas Hudson                             | mannen     | 28e       | 3260 punten |
| George Norman                             | mannen     | 34e       | 2749 punten |
| Donald Cobley Thomas Hudson George Norman | team       | 7e        | 9226 punten |

### Paardensport
| Olympiër                               | Discipline  | Resultaat | Prestatie |
| Eventing                               | Eventing    | Eventing  | Eventing  |
| -------------------------------------- | ----------- | --------- | --------- |
| Francis Weldon                         | individueel | Brons     |           |
| Francis Weldon Arthur Rook Bertie Hill | team        | Goud      |           |
| Springconcours                         |             |           |           |
| Wilfred White Pat Smythe Peter Robeson | team        | Brons     |           |

### Roeien
| Olympiër | Discipline      | Resultaat | Prestatie                                          |
| --- | --------------- | --------- | -------------------------------------------------- |
| Tony Fox | skiff (m)       | 10e       | serie 3: 3de in 7.36,7 herkansingen: 3de in 9.31,6 |
| Sidney Rand Bill Rand | dubbel-twee (m) | 5e        | serie 1: 2de in 7.03,4 herkansingen: 2de in 8.19,4 |
| Richard Wheadon Michael Delahooke Ian Welsh Kenneth Masser Simon Tozer Alan Watson John A. Russell Chris Davidge John Hinde | acht (m)        | 10e       | serie 1: 4de in 6.23,9 herkansingen: 3de           |

### Schermen
| Olympiër                                                             | Discipline      | Resultaat | Prestatie |
| -------------------------------------------------------------------- | --------------- | --------- | --- |
| Bill Hoskyns                                                         | degen (m)       | 21e       | kwartfinale 1: 6de met 2 overwinningen                                                                                |
| Michael Howard                                                       | degen (m)       | 28e       | kwartfinale 4: 7de met 1 overwinning                                                                                  |
| Allan Jay                                                            | degen (m)       | 23e       | kwartfinale 3: 6de met 1 overwinning                                                                                  |
| René Paul Raymond Paul Michael Howard Bill Hoskyns Allan Jay         | degen team (m)  | 4e        | 1ste ronde groep 1: 2de met 2 overwinningen halve finale 2: 1ste met 1 overwinning finale: 4de met 0 overwinningen    |
| Allan Jay                                                            | floret (m)      | 4e        | 1ste ronde groep 1: 1ste met 4 overwinningen halve finale 2: 4de met 4 overwinningen finale: 4de met 4 overwinningen  |
| Raymond Paul                                                         | floret (m)      | 8e        | 1ste ronde groep 3: 3de met 4 overwinningen halve finale 1: 3de met 5 overwinningen finale: 8ste met 0 overwinningen  |
| René Paul                                                            | floret (m)      | 16e       | 1ste ronde groep 4: 3de met 5 overwinningen halve finale 2: 8ste met 1 overwinning                                    |
| René Paul Bill Hoskyns Raymond Paul Allan Jay Ralph Cooperman        | floret team (m) | 5e        | 1ste ronde groep 2: 1ste met 1 overwinning halve finale 1: 3de met 0 overwinningen                                    |
| Ralph Cooperman                                                      | sabel (m)       | 20e       | 1ste ronde groep 4: 4de met 2 overwinningen kwartfinale 4: 5de met 3 overwinningen                                    |
| Bill Hoskyns                                                         | sabel (m)       | 23e       | 1ste ronde groep 3: 2de met 3 overwinningen kwartfinale 3: 6de met 2 overwinningen                                    |
| Olgierd Porebski                                                     | sabel (m)       | 18e       | 1ste ronde groep 2: 2de met 3 overwinningen kwartfinale 2: 5de met 3 overwinningen                                    |
| Olgierd Porebski Bill Hoskyns Ralph Cooperman Allan Jay Raymond Paul | sabel team (m)  | 7e        | 1ste ronde groep 2: 3de met 0 overwinningen                                                                           |
|                                                                      |                 |           | |
| Mary Glen-Haig                                                       | floret (v)      | 16e       | 1ste ronde groep 1: 6de met 2 overwinningen                                                                           |
| Gillian Sheen                                                        | floret (v)      | Goud      | 1ste ronde groep 3: 1ste met 6 overwinningen halve finale 2: 4de met 2 overwinningen finale: 1ste met 6 overwinningen |

### Schietsport
| Olympiër            | Discipline                  | Resultaat | Prestatie                         |
| ------------------- | --------------------------- | --------- | --------------------------------- |
| Steffen Cranmer     | 50m geweer 3 houdingen (m)  | 23e       | 1140 punten: (392-391-357)        |
| Frederick Hopkinson | 50m geweer 3 houdingen (m)  | 31e       | 1123 punten: (392-372-359)        |
| Steffen Cranmer     | 50m geweer liggend (m)      | 26e       | 593 punten: (98-98-98-99-100-100) |
| Frederick Hopkinson | 50m geweer liggend (m)      | 38e       | 590 punten: (97-98-98-100-99-98)  |
| Steffen Cranmer     | 300m geweer 3 houdingen (m) | 18e       | 999 punten: (356-336-307)         |
| Frederick Cooper    | 50m pistool (m)             | 10e       | 539 punten: (84-91-87-92-91-94)   |
| Henry Steele        | 50m pistool (m)             | 28e       | 503 punten: (83-85-82-80-85-88)   |
| Frederick Cooper    | 25m snelvuurpistool (m)     | 34e       | 486 punten: (261-225)             |
| Henry Steele        | 25m snelvuurpistool (m)     | 23e       | 551 punten: (276-275)             |
| Ernest Fear         | trap (m)                    | 21e       | 162 punten                        |
| Joe Wheater         | trap (m)                    | 18e       | 168 punten                        |

### Schoonspringen
| Olympiër       | Discipline    | Resultaat | Prestatie                                                      |
| -------------- | ------------- | --------- | -------------------------------------------------------------- |
| Ray Cann       | 3m plank (m)  | 21e       | voorronde: 21ste met 67,96 punten                              |
| Peter Tarsey   | 3m plank (m)  | 16e       | voorronde: 16de met 72,65 punten                               |
| Roy Walsh      | 3m plank (m)  | 24e       | voorronde: 24ste met 58,21 punten                              |
| Ray Cann       | 10m toren (m) | 21e       | voorronde: 21ste met 60,08 punten                              |
| Peter Tarsey   | 10m toren (m) | 14e       | voorronde: 14de met 68,34 punten                               |
| Roy Walsh      | 10m toren (m) | 20e       | voorronde: 20ste met 62,56 punten                              |
|                |               |           |                                                                |
| Ann Long       | 3m plank (v)  | 6e        | voorronde: 7de met 63,23 punten finale: 6de met 107,61 punten  |
| Charmain Welsh | 3m plank (v)  | 14e       | voorronde: 14de met 59,45 punten                               |
| Ann Long       | 10m toren (v) | 7e        | voorronde: 9de met 45,15 punten finale: 7de met 76,15 punten   |
| Charmain Welsh | 10m toren (v) | 12e       | voorronde: 11de met 46,55 punten finale: 12de met 69,05 punten |

### Turnen
| Olympiër     | Discipline               | Resultaat | Prestatie     |
| ------------ | ------------------------ | --------- | ------------- |
| Nik Stuart   | individuele meerkamp (m) | 38e       | 107,85 punten |
| Frank Turner | individuele meerkamp (m) | 50e       | 103,15 punten |
|              |                          |           |               |
| Pat Hirst    | individuele meerkamp (v) | 60e       | 65,833 punten |

### Voetbal
| Olympiër | Discipline | Resultaat | Prestatie                                                         |
| --- | ---------- | --------- | ----------------------------------------------------------------- |
| George Bromilow Henry Dodkins Tommy Farrer Bob Hardisty Jack Laybourne Derek Lewin Jim Lewis Stan Prince Harry Sharratt Don Stoker Laurie Topp Charlie Twissell | mannen     | 5e        | 1ste ronde: W van Thailand: 8-0 kwartfinale: V van Bulgarije: 1-6 |

### Waterpolo
| Olympiër | Discipline | Resultaat | Prestatie |
| --- | ---------- | --------- | --- |
| Arthur Grady Gerry Worsell Jack Jones Peter Pass Ron Turner Terry Miller Cliff Spooner Jack Fergusson Bob Knights | mannen     | 7e        | groep B: 3de V van Verenigde Staten: 3-5 V van Hongarije: 1-6 groep 7-10de plek: 1ste W van Singapore: 11-5 W van Australië: 5-2 W van Roemenië: 4-2 |

| Groep B |                  |             |             |             |             |        |        |        |        |
| #       | Land             | Wedstrijden | Wedstrijden | Wedstrijden | Wedstrijden | Punten | Punten | Punten | Punten |
| #       | Land             | G           | W           | G           | V           | V      | T      | Saldo  | Punten |
| 1       | Hongarije        | 2           | 2           | 0           | 0           | 12     | 3      | +9     | 4      |
| 2       | Verenigde Staten | 2           | 1           | 0           | 1           | 7      | 9      | -2     | 2      |
| 3       | Groot-Brittannië | 2           | 0           | 0           | 2           | 4      | 11     | -7     | 0      |

| Ronde       | Datum     | Plaats           | Land | Score            | Land |
| ----------- | --------- | ---------------- | ---- | ---------------- | ---- |
| Groepsfase  |           |                  |      |                  |      |
| 28 november | Melbourne | Verenigde Staten | 5-3  | Groot-Brittannië |      |
| 29 november | Melbourne | Hongarije        | 6-1  | Groot-Brittannië |      |

| Groep 7-10de plek |                  |             |             |             |             |        |        |        |        |
| #                 | Land             | Wedstrijden | Wedstrijden | Wedstrijden | Wedstrijden | Punten | Punten | Punten | Punten |
| #                 | Land             | G           | W           | G           | V           | V      | T      | Saldo  | Punten |
| 1                 | Groot-Brittannië | 3           | 3           | 0           | 0           | 21     | 9      | +12    | 6      |
| 2                 | Roemenië         | 3           | 2           | 0           | 1           | 21     | 8      | +13    | 4      |
| 3                 | Australië        | 3           | 1           | 0           | 2           | 7      | 11     | -4     | 2      |
| 4                 | Singapore        | 3           | 0           | 0           | 3           | 8      | 29     | -21    | 0      |

| Ronde      | Plaats           | Land | Score     | Land |
| ---------- | ---------------- | ---- | --------- | ---- |
| Groepsfase |                  |      |           |      |
| Melbourne  | Groot-Brittannië | 11-5 | Singapore |      |
| Melbourne  | Groot-Brittannië | 5-2  | Australië |      |
| Melbourne  | Groot-Brittannië | 5-2  | Roemenië  |      |

### Wielersport
| Olympiër                                                | Discipline               | Resultaat | Prestatie |
| Baan                                                    | Baan                     | Baan      | Baan |
| ------------------------------------------------------- | ------------------------ | --------- | --- |
| Keith Harrison                                          | sprint (m)               | 15e       | serie 3: 2de herkansingen: 3de |
| Alan Danson                                             | tijdrit (m)              | 5e        | 1.12,3 |
| Eric Thompson Peter Brotherton                          | tandem (m)               | 4e        | serie 3: V van ITA Pinarello/Ogna herkansingen: W van USA Ferguson/Rossi: 11,0 kwartfinale: W van FRA Gruchet/Vidal: 11,2 halve finale: V van TCH Foucek/Machek bronzen finale: V van ITA Pinarello/Ogna |
| Donald Burgess John Geddes Michael Gambrill Tom Simpson | ploegenachtervolging (m) | Brons     | serie 3: W van Duitsland: 4.52,0 kwartfinale: W van Sovjet-Unie: 4.48,8 halve finale: V van Italië: 4.40,6 bronzen finale: W van Zuid-Afrika: 4.42,2                                                     |
| Weg                                                     |                          |           | |
| Arthur Brittain                                         | wegwedstrijd (m)         | 6e        | 5:23.40 |
| William Holmes                                          | wegwedstrijd (m)         | 14e       | 5:23.40 |
| Alan Jackson                                            | wegwedstrijd (m)         | Brons     | 5:23.16 |
| Harold Reynolds                                         | wegwedstrijd (m)         | 19e       | 5:24.44 |
| Arthur Brittain                                         | wegwedstrijd team (m)    | Zilver    | 23 punten |

### Worstelen
| Olympiër        | Discipline  | Resultaat   | Prestatie |
| Vrije stijl     | Vrije stijl | Vrije stijl | Vrije stijl |
| --------------- | ----------- | ----------- | --- |
| Herbie Hall     | -62kg (m)   | 12e         | 1ste ronde: V van FIN Penttilä 2de ronde: V van IRI Givehchi                                                            |
| Jack Taylot     | -67kg (m)   | 13e         | 1ste ronde: V van USA Evans 2de ronde: W van PHI Tanaquin 3de ronde: V van URS Bestayev                                 |
| George Farquhar | -79kg (m)   | 13e         | 1ste ronde: V van USA Hodge 2de ronde: V van AUS Davies                                                                 |
| Ken Richmond    | +87kg (m)   | 4e          | 1ste ronde: W van IND Ram 2de ronde: V van URS Vykhristyuk 3de ronde: W van USA Kerslake 4de ronde: V van BUL Mekhmedov |

### Zeilen
| Olympiër                                                          | Discipline          | Resultaat | Prestatie                       |
| ----------------------------------------------------------------- | ------------------- | --------- | ------------------------------- |
| Richard Pearson Creagh-Osborne                                    | finn klasse         | 11e       | 2853 punten: (8-6-7-8-DNF-9-15) |
| Jasper Blackall Terence Smith                                     | 12m² Sharpie klasse | Brons     | 4859 punten: (3-7-3-2-5-3-1)    |
| Bruce Bernard Banks Stanley Arthur Potter                         | star klasse         | 7e        | 2387 punten: (6-4-7-8-7-6-7)    |
| Graham Mann Ronald Backus Jonathan Janson                         | drakenklasse        | Brons     | 4547 punten: (4-12-8-1-6-5-2)   |
| Robert Perry Neil Cochran-Patrick John Dillon David Graham Bowker | 5,5m klasse         | Zilver    | 4050 punten: (3-2-7-1-4-5-3)    |

### Zwemmen
| Olympiër                                                    | Discipline            | Resultaat | Prestatie                                                                   |
| ----------------------------------------------------------- | --------------------- | --------- | --------------------------------------------------------------------------- |
| Ronald Roberts                                              | 100m vrije slag (m)   | 15e       | serie 5: 3de in 58,3 halve finale 2: 8ste in 58,9                           |
| Kenneth Williams                                            | 100m vrije slag (m)   | 19e       | serie 3: 5de in 59,4                                                        |
| Neil McKechnie                                              | 400m vrije slag (m)   | 15e       | serie 4: 4de in 4.42,6                                                      |
| Jack Wardrop                                                | 400m vrije slag (m)   | 11e       | serie 7: 1ste in 4.39,8                                                     |
| John Brockway                                               | 100m rugslag (m)      | 19e       | serie 3: 4de in 1.07,7                                                      |
| Haydn Rigby                                                 | 100m rugslag (m)      | 13e       | serie 1: 5de in 1.06,9 halve finale 2: 8ste in 1.07,6                       |
| Graham Sykes                                                | 100m rugslag (m)      | 6e        | serie 2: 1ste in 1.06,2 halve finale 1: 4de in 1.06,5 finale: 6de in 1.05,6 |
| Christopher Walkden                                         | 200m schoolslag (m)   | 11e       | serie 3: 5de in 2.47,1                                                      |
| Graham Symonds                                              | 200m vlinderslag (m)  | 12e       | serie 3: 3de in 2.35,7                                                      |
| Kenneth Williams Ronald Roberts Neil McKechnie Jack Wardrop | 4x200m vrije slag (m) | 6e        | serie 2: 1ste in 8.39,1 finale: 6de in 8.45,2                               |
|                                                             |                       |           |                                                                             |
| Fearne Ewart                                                | 100m vrije slag (v)   | 23e       | serie 2: 6de in 1.08,8                                                      |
| Frances Hogben                                              | 100m vrije slag (v)   | 20e       | serie 5: 5de in 1.08,5                                                      |
| Margaret Girvan                                             | 400m vrije slag (v)   | 16e       | serie 4: 5de in 5.23,6                                                      |
| Margaret Edwards                                            | 100m rugslag (v)      | Brons     | serie 3: 1ste in 1.13,0 finale: 3de in 1.13,1                               |
| Judy Grinham                                                | 100m rugslag (v)      | Goud      | serie 1: 1ste in 1.13,1 finale: 1ste in 1.12,9 (WR)                         |
| Julie Hoyle                                                 | 100m rugslag (v)      | 6e        | serie 2: 3de in 1.15,0 finale: 6de in 1.14,3                                |
| Elenor Gordon                                               | 200m schoolslag (v)   | 6e        | serie 1: 3de in 2.55,4 finale: 6de in 2.56,1                                |
| Christine Gosden                                            | 200m schoolslag (v)   | 8e        | serie 2: 4de in 2.58,2 finale: 8ste in 2.59,2                               |
| Anne Morton                                                 | 100m vlinderslag (v)  | 9e        | serie 2: 6de in 1.17,7                                                      |
| Frances Hogben Judith Grinham Margaret Girvan Fearne Ewart  | 4x200m vrije slag (v) | 8e        | serie 1: 4de in 4.34,6 finale: 8ste in 4.35,8                               |

Afghanistan · Argentinië · Australië · Bahama's · België · Bermuda · Birma · Brazilië · Brits-Guiana · Bulgarije · Cambodja* · Canada · Ceylon · Chili · Colombia · Cuba · Denemarken · Duits eenheidsteam · Egypte* · Ethiopië · Fiji · Filipijnen · Finland · Frankrijk · Griekenland · Groot-Brittannië · Hongarije · Hongkong · Ierland · IJsland · India · Indonesië · Iran · Israël · Italië · Jamaica · Japan · Joegoslavië · Kenia · Liberia · Luxemburg · Malakka · Mexico · Nederland* · Nieuw-Zeeland · Nigeria · Noord-Borneo · Noorwegen · Oeganda · Oostenrijk · Pakistan · Peru · Polen · Portugal · Puerto Rico · Roemenië · Singapore · Sovjet-Unie · Spanje* · Taiwan · Thailand · Trinidad en Tobago · Tsjecho-Slowakije · Turkije · Uruguay · Venezuela · Verenigde Staten · Vietnam · Zuid-Afrika · Zuid-Korea · Zweden · Zwitserland*

*alleen deelgenomen in Stockholm